# Anne-Marie Berglund
Anne-Marie Berglund (født 31. januar 1952 i Esbo, død 6. marts 2020 i Stockholm), var en svensk forfatter, som har skrevet lyrik, prosa og radiodramatik. I sit forfatterskab udfordrer hun fordomme og skildrer, hvad det indebærer at være pige og kvinde. I 2002 modtog hun Doblougprisen.
Berglund indledte sin karriere som pornoskuespiller og -producent i 1975–1976.

## Bøger udgivet på dansk
- Berglund, Anne-Marie (1980). Mellem ekstase og fangenskab. Kbh.: Prometheus. ISBN 87-87748-28-2.
- Berglund, Anne-Marie (2016). Krabbens ansigt. Viveca Tallgren (trans.). Frederiksberg: Apuleius Æsel. ISBN 978-87-998882-0-7.

## Film
- Veckända i Stockholm (Weekend in Stockholm), 1976
- I løvens tegn, 1975[2]